# 照片新娘
照片新娘（英語：Picture bride）指的是20世紀早期來自日本、琉球、朝鮮等地的國際移工在美國西海岸、夏威夷和加拿大等地通過媒人挑選原住國配偶的風潮。這一配對過程僅僅經由照片選擇或熟人推薦，相比傳統婚姻更為簡略。這一概念與郵購新娘有很大的相似之處。
1994年的電影《照片新娘》藝術再現了這一段歷史。